# Lebrija

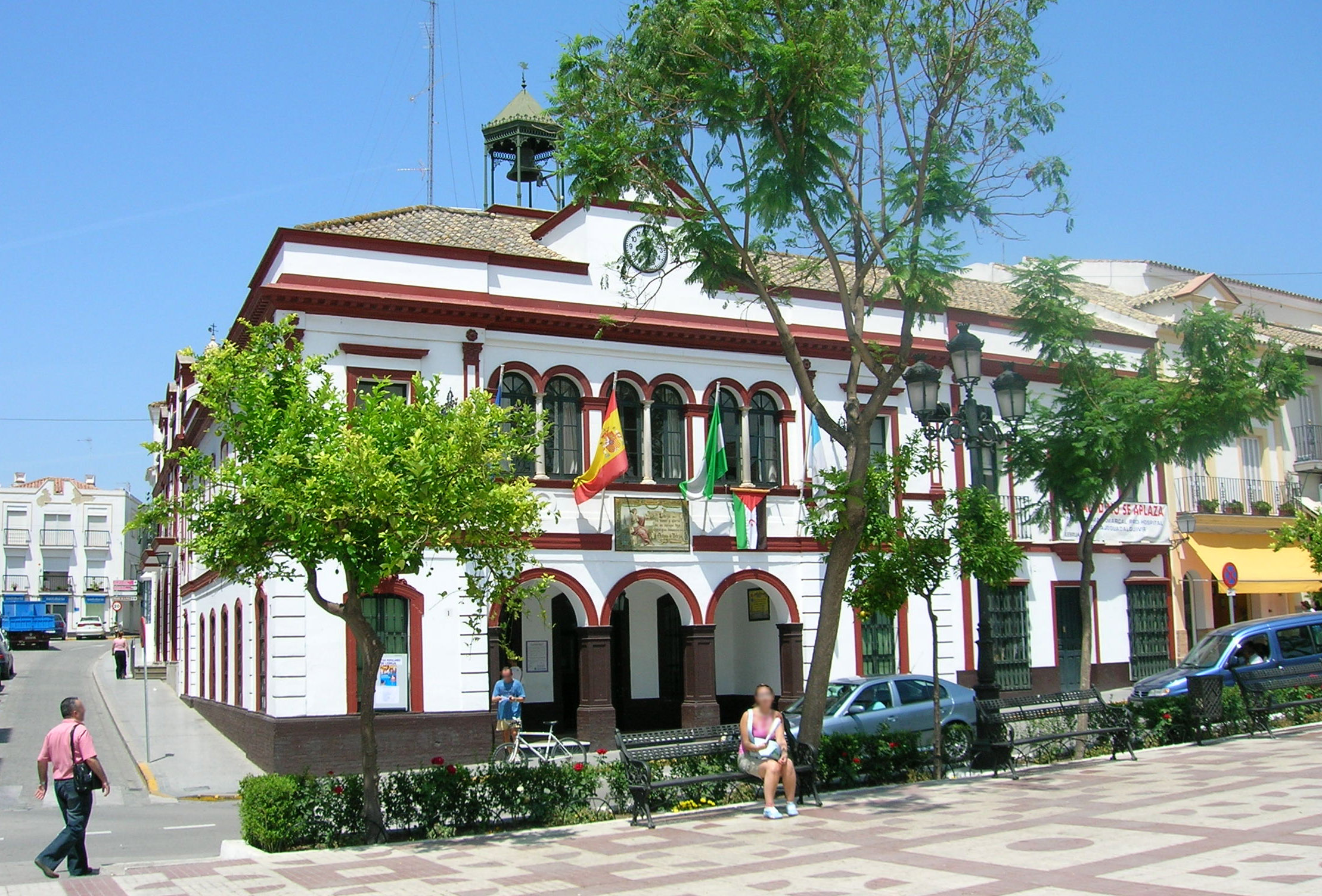
Rathaus von Lebrija

Lebrija ist eine spanische Stadt in der Provinz Sevilla in der Autonomen Region Andalusien. Sie ist die Heimatstadt von Elio Antonio de Nebrija, Autor der ersten spanischen Grammatik.

## Daten
Lebrija hat 27.745 Einwohner (Stand: 2024) auf einer Fläche von 372 km² und liegt auf einer Höhe von 36 m über dem Meeresspiegel in der fruchtbaren Ebene des Guadalquivir. Lebrija befindet sich 72 km südlich von Sevilla. Die Bewohner der Stadt heißen lebrijanos.

## Geschichte
Die Gegend um Lebrija ist seit der Bronzezeit besiedelt. Während des Römischen Reiches hieß die Stadt Nebrissa Veneris. Im Jahr 1249 wurde Lebrija durch Truppen Fernando III. von den Mauren zurückerobert. 1924 erhielt Lebrija die Stadtrechte.
Seit 2009 ist Lebrija und die nahe Umgebung als Weinbaugebiet Lebrija anerkannt.

## Sehenswürdigkeiten
- Kirche Nuestra Señora de la Oliva
- Kirche von Santa María de Jesús
- Kirche von San Francisco
- Kapelle von Vera Cruz
- Kapelle von Nuestra Señora de la Aurora und Kapelle Capilla de Belén
- Kirche des Klosters der Concepcionistas
- Calle de las Monjas („Gasse der Nonnen“)
- Burgruinen
- Casa de la Cultura („Haus der Kultur“)
- Statue von Elio Antonio

## Persönlichkeiten
- Elio Antonio de Nebrija (1441–1522), Humanist, Rhetoriker und Philologe
- Juan Díaz de Solís (um 1470 – 1516) Seefahrer und Entdecker
- Juan Peña „El Lebrijano“ (1941–2016), Flamencogitarrist und -sänger
- Pedro Bacan (1951–1997), Flamencogitarrist
- Benito Zambrano (* 1965), Regisseur
- David Peña Dorantes (* 1969), Flamencomusiker
- Juan Pedro López (* 1997), Radrennfahrer